# 伦特罗德
伦特罗德（德語：Lenterode）是德国图林根州的市镇，隶属于艾希斯费尔德县。总面积为4.26平方千米，截至2023年12月31日总人口为312人。

## 图库

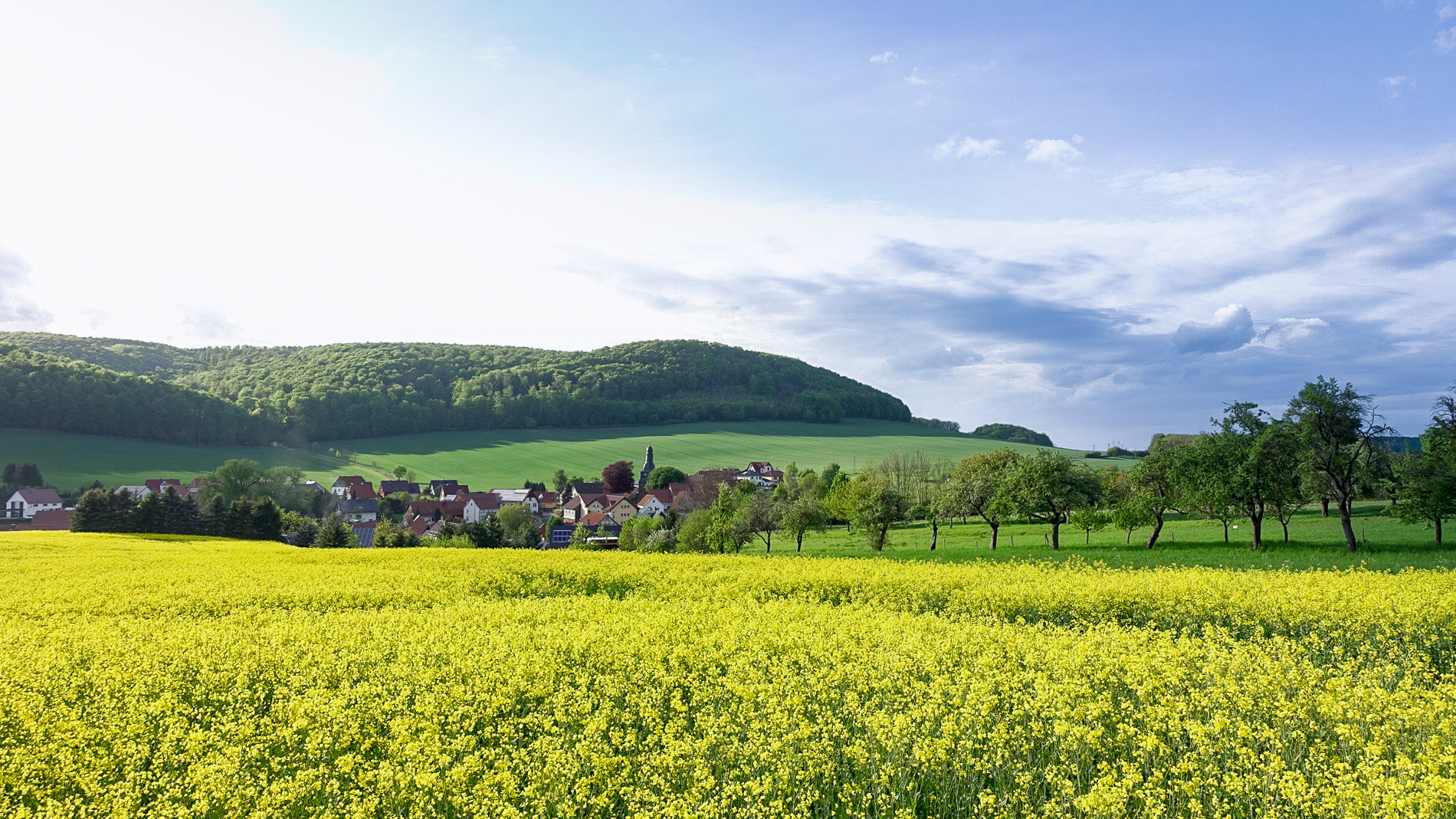
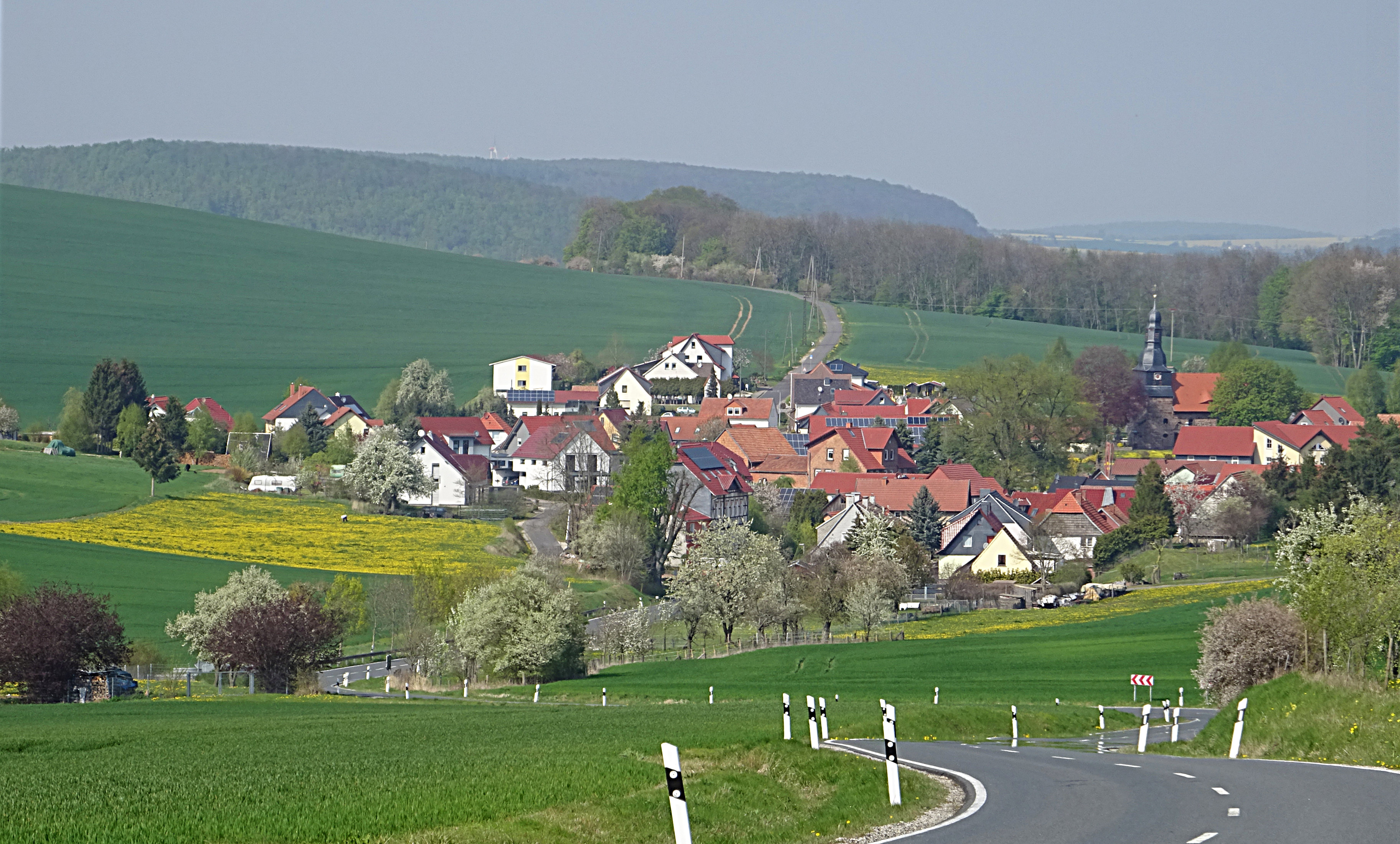
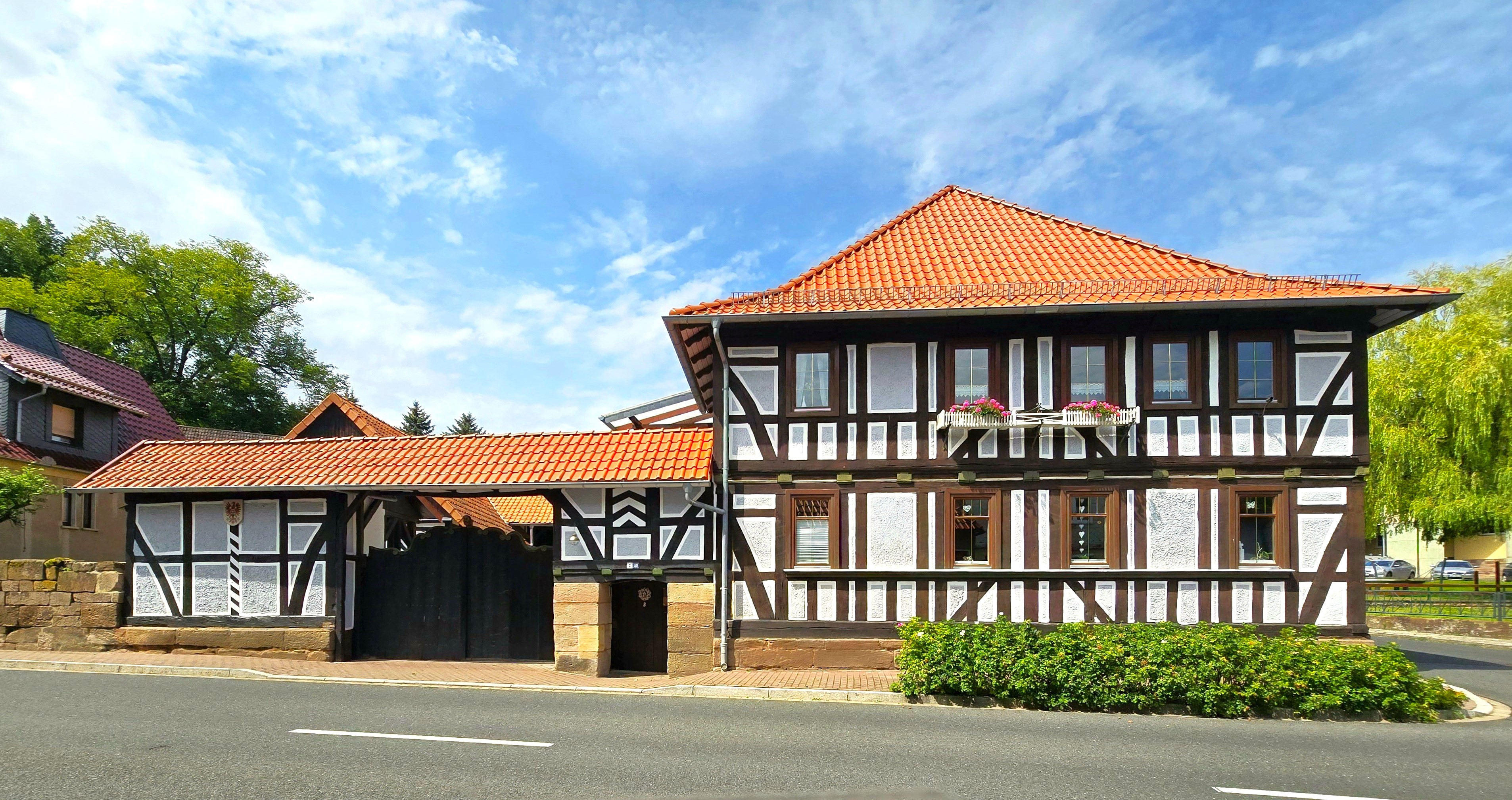